# Miguel Ángel Macau
Miguel Ángel Macau García (Matanzas, 1886-La Habana, 1971) fue un jurista y escritor cubano.

## Biografía
Nació el 1 de enero de 1886 en Matanzas. Abogado, se interesó por la poesía y la literatura en general. Empezó a escribir en los periódicos locales desde la edad de veinte años. Su primer trabajo serio fue la tragedia La justicia en la inconsciencia, representada por primera vez en Matanzas en 1909. Escribió después algunos monólogos y conferencias.
Publicó los libros de versos Flores del trópico y Lírica saturnal. En 1914 su comedia en dos actos y en prosa El triunfo de la vida fue premiada en los Juegos Florales de Oriente. En 1916 su trabajo en verso Paz perdida obtuvo la flor natural en los Juegos Florales de la Asociación de la Prensa en Santiago de Cuba. Hacia finales de la década de 1920 tenía dos obras para el teatro en preparación: La borracha y Nihilismo lírico. Falleció el 7 de septiembre de 1971 en La Habana.